# CA General Lamadrid
Club Atlético General Lamadrid, zwany General Lamadrid, lub Lamadrid, jest argentyńskim klubem piłkarskim z siedzibą w mieście Buenos Aires, w dzielnicy Villa Devoto

## Osiągnięcia
- Mistrz czwartej ligi argentyńskie (zwanej wówczas Primera D): 1977

## Historia
Klub założony został 11 maja 1950 roku, a do argentyńskiej federacji piłkarskiej AFA przystąpił w roku 1956.
Najwyższą pozycją w historii klubu było 3. miejsce w Primera B Metropolitana w sezonie 1998/99. Obecnie General Lamadrid gra w czwartej lidze argentyńskiej Primera C Metropolitana.